# Église évangélique Saint Thomas de l'Inde
L'Église évangélique Saint Thomas de l'Inde est une Église protestante du Kerala en Inde née d'un schisme de l'Église malankare Mar Thoma en 1961.  Elle est issue des chrétiens dits « de Saint Thomas ».

## Organisation
L'Église compte 173 paroisses au Kerala, 32 dans les autres États indiens et 13 en dehors de l'Inde (États-Unis, pays du Golfe).